# Norge ved vinter-OL 2022
Norge deltagelse ved vinter-OL 2022 i Beijing, Kina i perioden 4. – 20. februar 2022.

## Medaljer
| 2022 Beijing | Guld | Sølv | Bronze | Total |
| Norge        | 16   | 8    | 13     | 37    |

### Medaljevindere
| Norge under vinter-OL 2022 i Beijing | Norge under vinter-OL 2022 i Beijing                                          | Norge under vinter-OL 2022 i Beijing | Norge under vinter-OL 2022 i Beijing | Norge under vinter-OL 2022 i Beijing |
| Medalje                              | Navn                                                                          | Sport                                | Event                                | Dato                                 |
| ------------------------------------ | ----------------------------------------------------------------------------- | ------------------------------------ | ------------------------------------ | ------------------------------------ |
| Guld                                 | Therese Johaug                                                                | Langrend                             | kvindernes 15 kilometer skiathlon    | 5. februar                           |
| Guld                                 | Marte Olsbu Røiseland Tiril Eckhoff Tarjei Bø Johannes Thingnes Bø            | Skiskydning                          | 4×6 km Stafet – Mixed                | 5. februar                           |
| Guld                                 | Johannes Høsflot Klæbo                                                        | Langrend                             | Men's sprint                         | 8. februar                           |
| Guld                                 | Birk Ruud                                                                     | Freestyle skiløb                     | Men's Big air                        | 9. februar                           |
| Guld                                 | Therese Johaug                                                                | Langrend                             | 10 kilometer klassisk                | 10. februar                          |
| Guld                                 | Marte Olsbu Røiseland                                                         | Skiskydning                          | Women's sprint                       | 11. februar                          |
| Guld                                 | Johannes Thingnes Bø                                                          | Skiskydning                          | Men's sprint                         | 12. februar                          |
| Guld                                 | Marius Lindvik                                                                | Skihop                               | Men's large hill individual          | 12. februar                          |
| Guld                                 | Marte Olsbu Røiseland                                                         | Skiskydning                          | Women's pursuit                      | 13. februar                          |
| Guld                                 | Sturla Holm Lægreid Tarjei Bø Johannes Thingnes Bø Vetle Sjåstad Christiansen | Skiskydning                          | Men's Relay                          | 15. februar                          |
| Guld                                 | Hallgeir Engebråten Peder Kongshaug Sverre Lunde Pedersen                     | Hurtigløb på skøjter                 | Men's team pursuit                   | 15. februar                          |
| Guld                                 | Jørgen Graabak                                                                | Nordisk kombineret                   | Individual large hill/10 km          | 15. februar                          |
| Guld                                 | Erik Valnes Johannes Høsflot Klæbo                                            | Langrend                             | Men's team sprint                    | 16. februar                          |
| Guld                                 | Jørgen Graabak Jens Lurås Oftebro Espen Bjørnstad Espen Andersen              | Nordisk kombineret                   | Team large hill/4 × 5 km             | 17. februar                          |
| Guld                                 | Johannes Thingnes Bø                                                          | Skiskydning                          | Men's mass start                     | 18. februar                          |
| Guld                                 | Therese Johaug                                                                | Langrend                             | Women's 30 kilometre freestyle       | 20. februar                          |
| Sølv                                 | Kristin Skaslien Magnus Nedregotten                                           | Curling                              | Mixed double                         | 8. februar                           |
| Sølv                                 | Jørgen Graabak                                                                | Nordisk kombineret                   | Individual normal hill/10 km         | 9. februar                           |
| Sølv                                 | Aleksander Aamodt Kilde                                                       | Alpint skiløb                        | Herrerenes Superkombination          | 10. februar                          |
| Sølv                                 | Emil Iversen Pål Golberg Hans Christer Holund Johannes Høsflot Klæbo          | Langrend                             | Men's 4 × 10 km relay                | 13. februar                          |
| Sølv                                 | Tarjei Bø                                                                     | Skiskydning                          | Men's pursuit                        | 13. februar                          |
| Sølv                                 | Mons Røisland                                                                 | Snowboarding                         | Men's big air                        | 15. februar                          |